# Prispă

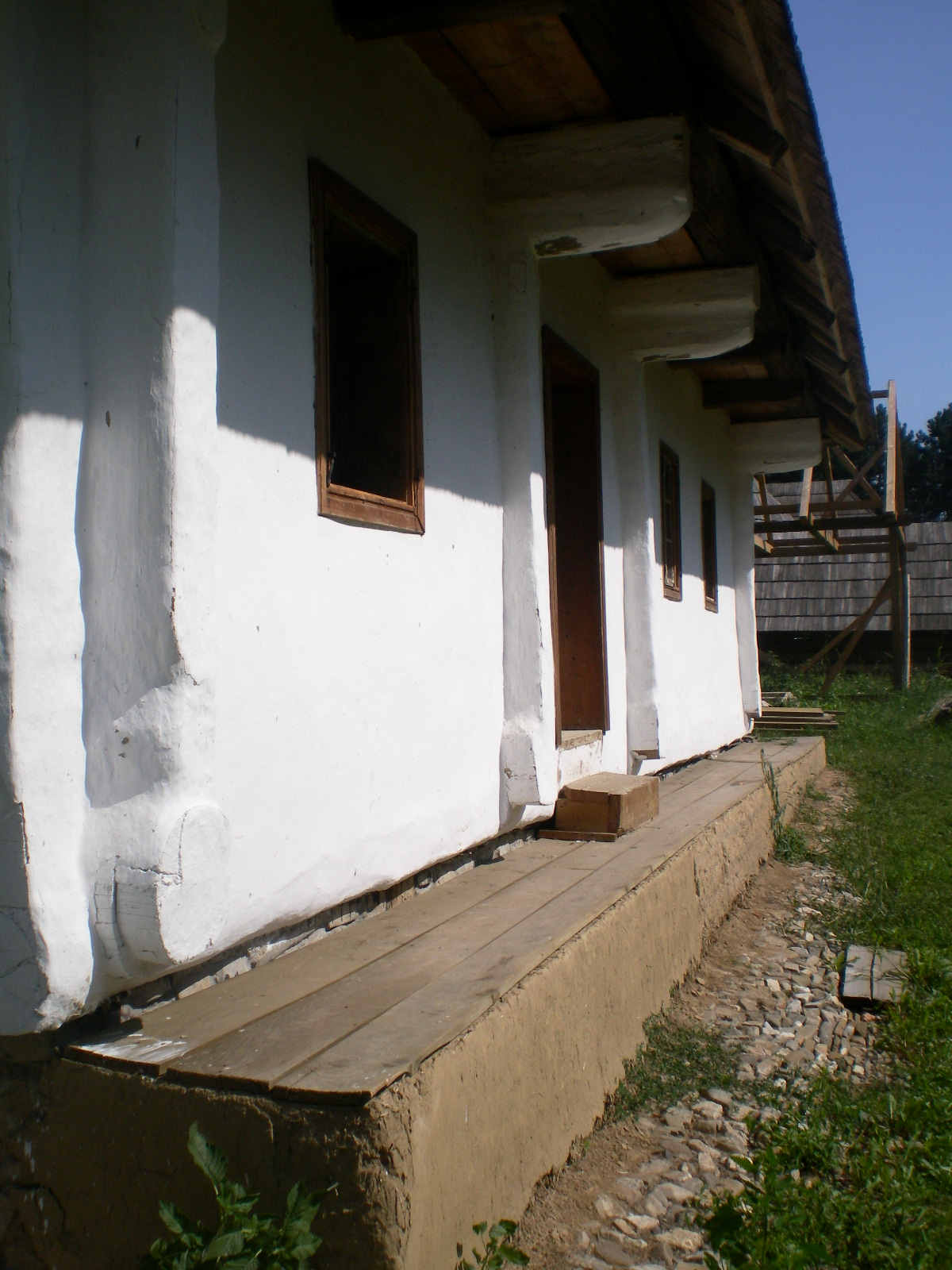
Casă cu prispă de lut podită cu scânduri din Volovăț

Prispa este un element arhitectonic tradițional al casei românești. În regiunile muntoase, prispa e cel mai adesea înlocuită de pridvorul de lemn (scânduri). Prispa prevăzută cu coloane se numește portic. Prispa poate avea o dispunere pe latura principală a casei. Mult mai rar poate înconjura casa de jur împrejur. Materialul predilect este lutul, uneori folosindu-se în combinație cu bârne de lemn, sau sunt exclusiv din lemn. Casele ce se construiesc în prezent au renunțat la acest brâu, cu rol decorativ și practic - se stătea în fața casei pe prispă, se depozitau fasole, nuci, ceapă pentru uscare, iar în nopțile calde de vară se și dormea (vezi filmul Moromeții).

## Imagini

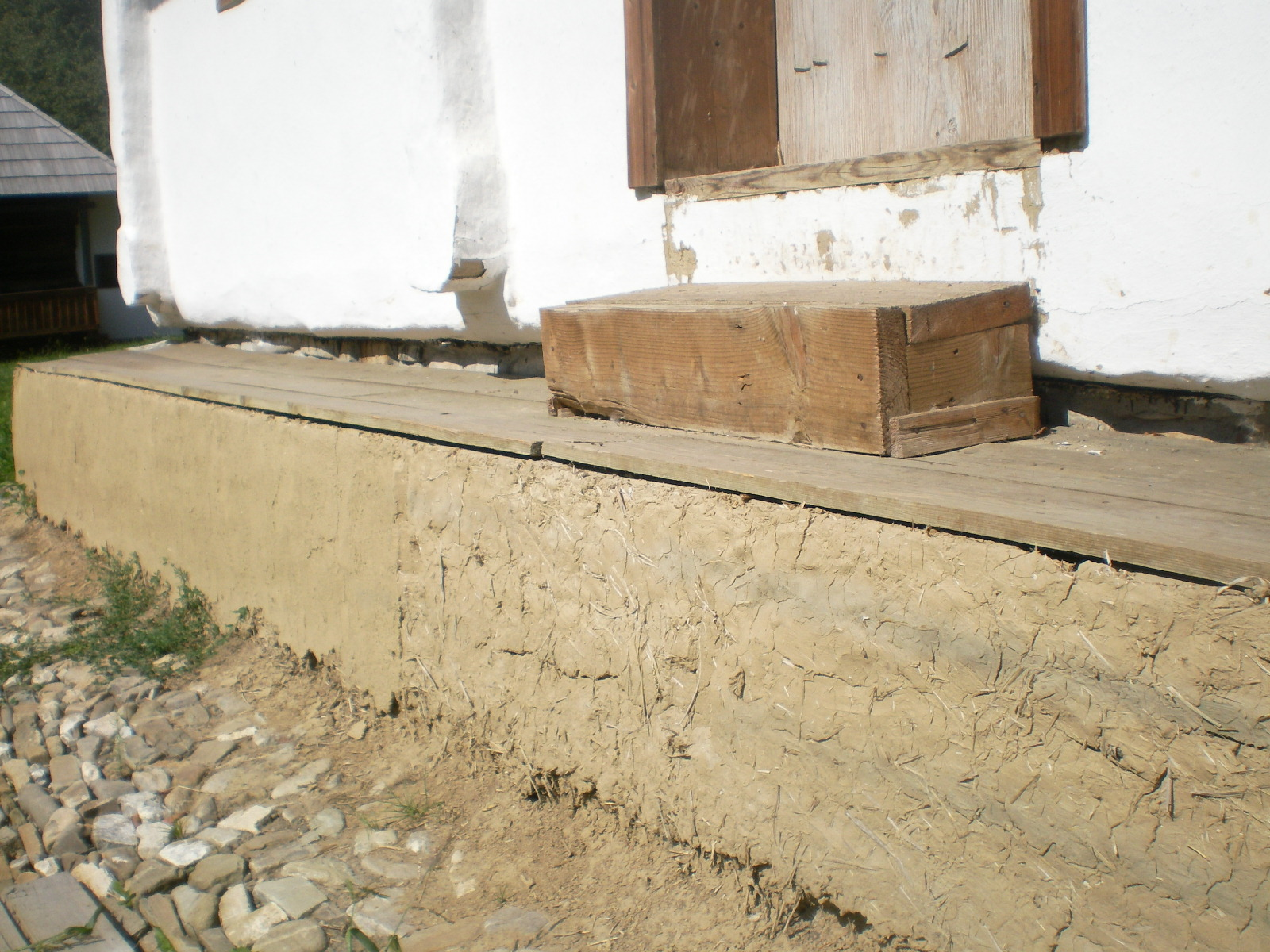
Prispa casei din Volovăț, Muzeul Satului Bucovinean.
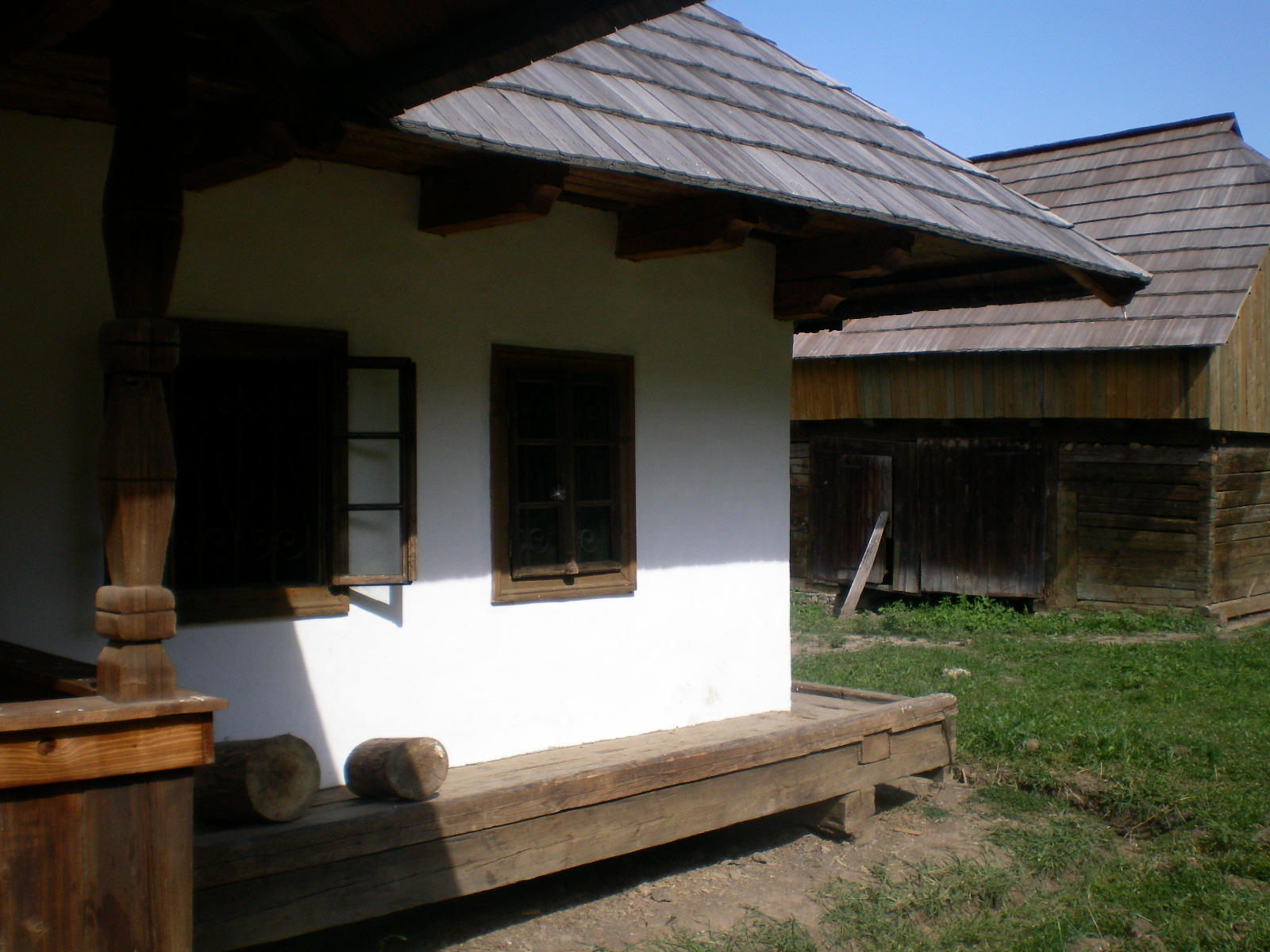
Casă cu prispă din Câmpulung Moldovenesc, Muzeul Satului Bucovinean.
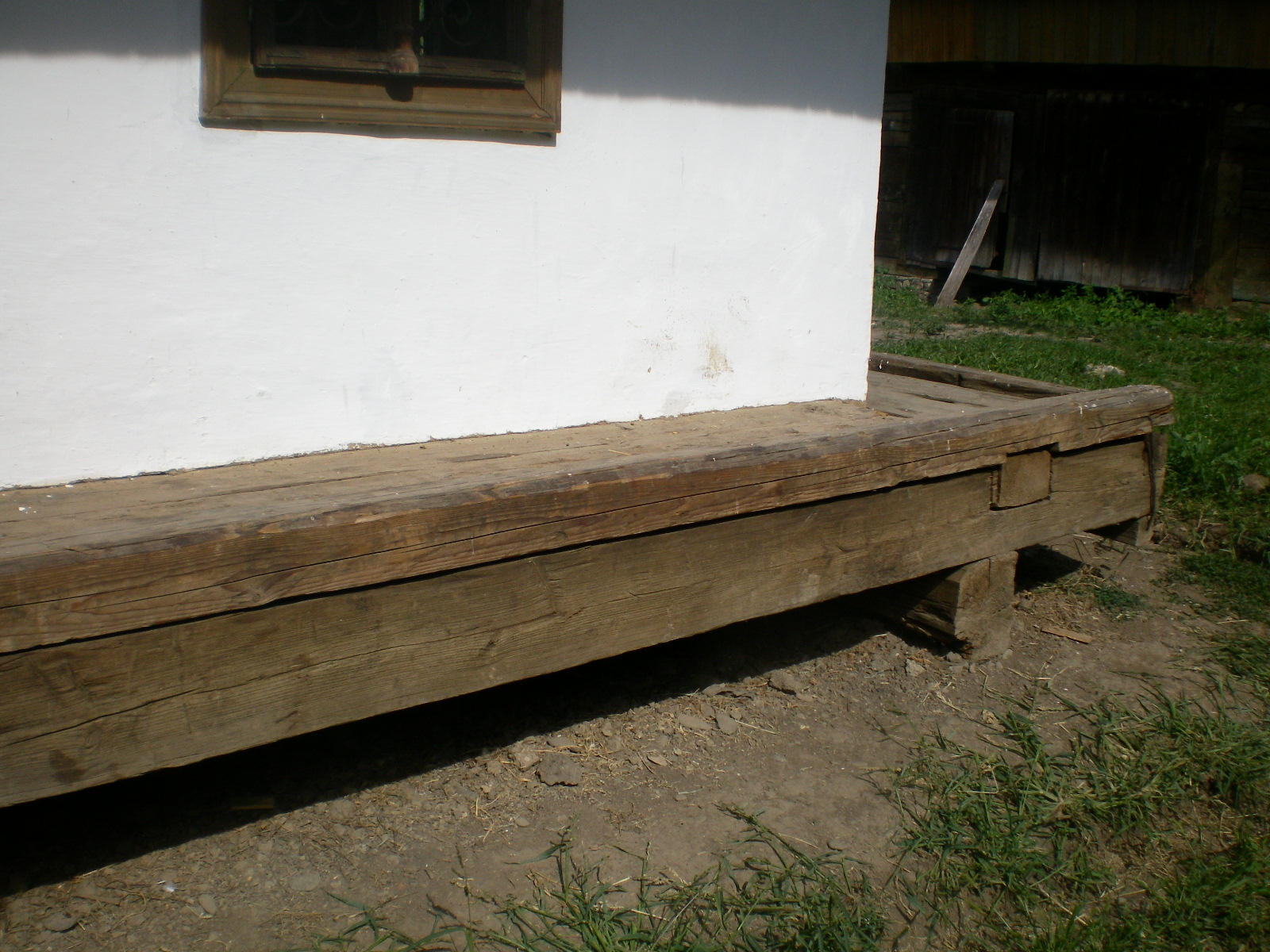
Prispa din lemn a casei din Câmpulung Moldovenesc.